# 五渠村 (永宁县)
五渠村是中国宁夏回族自治区银川市永宁县胜利乡的一个村，距乡治两公里。五渠村面积越4平方公里，总人口2252人。该村现有耕地4000余亩，经济以种植农业和养殖业为主，主要经济作物有小麦、水稻和玉米等，另蓄有牲畜1700余头。2008年时村人均收入为4264元。